# Stejnoměrná konvergence
Stejnoměrná konvergence posloupnosti funkcí je druh konvergence. Posloupnost {\displaystyle \{f_{n}(x)\}_{n=1}^{n=\infty }} funkcí konverguje stejnoměrně k funkci {\displaystyle f} (nazývané též limitní funkce), pokud rychlost konvergence nezávisí na hodnotě x. Stejnoměrná konvergence implikuje konvergenci bodovou, Vztah mezi těmito konvergencemi popisuje Diniho věta.

## Definice

### V metrických prostorech
Stejnoměrnou konvergenci v metrickém prostoru definujeme takto
{\displaystyle \forall \varepsilon >0,\exists n_{0}\in \mathbb {N} :\forall x\in M,\forall n\in \mathbb {N} ,n>n_{0}:|f_{n}(x)-f(x)|<\varepsilon }
či ekvivalentně
{\displaystyle \lim \limits _{n\to \infty }\sup \limits _{x\in M}|f_{n}(x)-f(x)|=0}. Kde M je množina z daného prostoru.
Tedy posloupnost konverguje, pokud ke každému kladnému číslu {\displaystyle \varepsilon } lze najít index, od kterého je každý prvek posloupnosti v {\displaystyle \varepsilon }-ovém okolí limitní funkce. Či ekvivaletně jestliže limita supréma vzdálenosti jednotlivých prvků posloupnosti a limitní funkce je nula.

### V uniformních prostorech
K zavedení pojmu stejnoměrné konvergence funkcí z {\displaystyle X} do {\displaystyle Y} nestačí,  aby {\displaystyle Y} byl pouze topologický prostor, topologická struktura, k tomu neposkytuje dostatek informací. Na druhou stranu není nutné mít tak detailní strukturu, jakou poskytuje metrický prostor. Proto vznikl pojem uniformní prostor, který obsahuje právě informaci k tomu potřebnou.
Pro neprázdnou množinu {\displaystyle X}, uniformní prostor {\displaystyle (Y,U)} a množinu funkcí {\displaystyle {f_{n}}} z {\displaystyle X} do {\displaystyle Y} se říká, že stejnoměrně konverguje k funkci {\displaystyle f:X\to Y}, pokud ke každému {\displaystyle V\in U} existuje {\displaystyle N\in \mathbb {N} }, takové že pro všechna {\displaystyle n\geq N} a {\displaystyle x\in X} platí {\displaystyle (f_{n}(x),f(x))\in V}.